# Xã Decorah, Quận Winneshiek, Iowa
Xã Decorah (tiếng Anh: Decorah Township) là một xã thuộc quận Winneshiek, tiểu bang Iowa, Hoa Kỳ. Năm 2010, dân số của xã này là 10.040 người.